# 徐昕 (法学家)
徐昕（1970年7月14日—），男，江西丰城人，中国法律学者、作家，北京理工大学教授，毕业于江西师范大学、西南政法大学、清华大学。

## 生平
1970年，徐昕出生在江西省丰城市。1988年，徐昕考入江西师范大学，后在西南政法大学、清华大学升造而取得硕士、博士学位，毕业后曾在海南大学、西南政法大学任教。 2010年，徐昕加盟北京理工大学法学院。

## 社会兼职
- 中国司法高等研究所主任、中国民事诉讼法研究会理事[1]
- 重庆市高级人民法院专家咨询委员[1]
- 重庆市人民检察院专家咨询委员[1]
- 山东省东营市中级人民法院专家咨询委员[2]

## 作品

### 独著
- . 北京市: 清华大学出版社. 2019: 368. ISBN 9787302527428.
- . 上海市: 同济大学出版社. 2011: 239. ISBN 9787560847306.
- . 北京市: 法律出版社. 2011: 262. ISBN 9787511821331.
- . 北京市: 中共中央党校出版社. 2009: 338. ISBN 9787503542015.
- . 北京市: 中国政法大学出版社. 2005: 423. ISBN 9787562027058.

### 编著
- . 北京市: 法律出版社. 2011: 352. ISBN 9787511824745.
- . 北京市: 中国法制出版社. 2009: 487. ISBN 9787509311967.
- . 福建省厦门市: 厦门大学出版社. 2010: 445. ISBN 9787561537473.
- . 北京市: 法律出版社. 2008: 458. ISBN 9787503687860.
- . 北京市: 法律出版社. 2006: 307. ISBN 9787503667756.
- 徐昕; 黄群 (编). . 福建省厦门市: 厦门大学出版社. 2011: 480. ISBN 9787561540312.

### 译著
- . 北京市: 中国法制出版社. 2001: 976. ISBN 9787800837531.
- . 北京市: 中国法制出版社. 2004: 242. ISBN 9787800838392.
- （美）波斯纳. . 北京市: 中国政法大学出版社. 2002: 527. ISBN 9787562020752.
- （意）卡佩莱蒂 著. . 由徐昕; 王奕翻译. 北京市: 清华大学出版社. 2005: 600. ISBN 9787302105299.
- （美）唐纳德·布莱克. . 由徐昕; 田璐翻译. 浙江省杭州市: 浙江人民出版社. 2009: 223. ISBN 9787213039270.
- （美）摩根索. . 由徐昕; 郝望; 李保平翻译. 北京市: 北京大学出版社. 2006: 781. ISBN 9787301112694.
- （英）巴特莱特. . 由徐昕; 喻中胜; 徐昀翻译. 浙江省杭州市: 浙江人民出版社. 2007: 245. ISBN 9787213035760.

## 奖项
| 年份   | 作品 | 奖项                                   | 是否得奖 | 备注  |
| ------ | ---- | -------------------------------------- | -------- | ----- |
| 2007年 |      | 重庆市宣传文化“五个一批”理论类市级人才 | 獲獎     | [ 2 ] |
|        |      | 吴玉章人文社会科学奖                   | 獲獎     | [ 2 ] |